# آرتو هارکونن
آرتو هارکونن (فنلاندی: Arto Härkönen؛ زادهٔ ۳۱ ژانویه ۱۹۵۹) پرتاب‌گر نیزه اهل فنلاند است.
از افتخارات وی میتوان به کسب مدال طلا پرتاب نیزه در بازی‌های المپیک تابستانی ۱۹۸۴ اشاره کرد.